# Euroligue masculine de basket-ball 2023-2024
Navigation
2022-2023 2024-2025
L'Euroligue de basket-ball 2023-2024 (ou Turkish Airlines Euroleague pour des raisons de sponsoring) est la 25e édition de l'Euroligue masculine et la 67e édition de la principale compétition de clubs européens. La compétition rassemble 18 clubs de basket-ball de la zone FIBA Europe.
Pour la sixième fois dans l'histoire de la compétition, les 18 équipes engagées s'affrontent toutes en rencontres aller-retour à l'occasion d'une phase régulière. Les équipes classés de la 7e à la 10e disputent le play-in pour tenter d'aller en playoffs.

## Saison régulière

### Équipes participantes
Olympiakós
Panathinaïkos
Fenerbahçe SK
Anadolu Efes SK
Étoile rouge de Belgrade
Partizan Belgrade
18 équipes disputent la saison régulière en matchs aller et retour, soit 34 matchs disputés au total. Pour rappel, ces places avaient été attribuées comme suit :
- 13 aux détenteurs de licences longue durée ;
- 2 aux lauréats de l'Eurocoupe en 2021 et 2022 ;
- 1 au vainqueur de la Ligue adriatique ;
- 3 aux wild-cards;

Chaque ligue peut envoyer au maximum 4 clubs en Euroligue.
| Club                           | Qualification                      |
| ------------------------------ | ---------------------------------- |
| FC Barcelone                   | Licence longue durée               |
| Real Madrid                    | Licence longue durée               |
| Bitci Baskonia Vitoria-Gasteiz | Licence longue durée               |
| Olympiakós Le Pirée            | Licence longue durée               |
| Panathinaïkos Athènes          | Licence longue durée               |
| Maccabi Playtika Tel-Aviv      | Licence longue durée               |
| AX Armani Exchange Milan       | Licence longue durée               |
| Žalgiris Kaunas                | Licence longue durée               |
| Anadolu Efes Istanbul          | Licence longue durée               |
| Fenerbahçe Beko Istanbul       | Licence longue durée               |
| Bayern Munich                  | Licence longue durée               |
| LDLC ASVEL Villeurbanne        | Licence longue durée               |
| AS Monaco                      | Vainqueur de l'Eurocoupe 2020-2021 |
| Virtus Bologne                 | Vainqueur de l'Eurocoupe 2021-2022 |
| Étoile rouge de Belgrade       | Vainqueur de la Ligue adriatique   |
| Alba Berlin                    | Wild card                          |
| Valence BC                     | Wild card                          |
| Partizan Belgrade              | Wild card                          |

### Classement
| Rang | Équipe                         | %  | J  | G  | P  | Pp   | Pc   | Diff |
| ---- | ------------------------------ | -- | -- | -- | -- | ---- | ---- | ---- |
| 1    | Real Madrid T                  | 79 | 34 | 27 | 7  | 2924 | 2681 | 243  |
| 2    | Panathinaïkos Athènes          | 68 | 34 | 23 | 11 | 2752 | 2580 | 172  |
| 3    | AS Monaco                      | 68 | 34 | 23 | 11 | 2770 | 2671 | 99   |
| 4    | FC Barcelone                   | 65 | 34 | 22 | 12 | 2812 | 2692 | 120  |
| 5    | Olympiakós Le Pirée            | 65 | 34 | 22 | 12 | 2658 | 2538 | 120  |
| 6    | Fenerbahçe Beko Istanbul       | 59 | 34 | 20 | 14 | 2855 | 2723 | 132  |
| 7    | Maccabi Playtika Tel-Aviv      | 59 | 34 | 20 | 14 | 2969 | 2939 | 30   |
| 8    | Bitci Baskonia Vitoria-Gasteiz | 53 | 34 | 18 | 16 | 2849 | 2867 | -18  |
| 9    | Anadolu Efes Istanbul          | 50 | 34 | 17 | 17 | 2871 | 2855 | 16   |
| 10   | Virtus Bologne                 | 50 | 34 | 17 | 17 | 2728 | 2804 | -76  |
| 11   | Partizan Belgrade              | 47 | 34 | 16 | 18 | 2782 | 2802 | -20  |
| 12   | AX Armani Exchange Milan       | 44 | 34 | 15 | 19 | 2645 | 2631 | 14   |
| 13   | Valence BC                     | 41 | 34 | 14 | 20 | 2578 | 2674 | -96  |
| 14   | Žalgiris Kaunas                | 41 | 34 | 14 | 20 | 2694 | 2692 | 2    |
| 15   | Bayern Munich                  | 38 | 34 | 13 | 21 | 2604 | 2724 | -120 |
| 16   | Étoile rouge de Belgrade       | 32 | 34 | 11 | 23 | 2764 | 2816 | -52  |
| 17   | LDLC ASVEL Villeurbanne        | 26 | 34 | 9  | 25 | 2646 | 2859 | -213 |
| 18   | ALBA Berlin                    | 15 | 34 | 5  | 29 | 2591 | 2944 | -353 |

| Légende :           |
| T : Tenant du titre |
| 0                   |

### Matches de la saison régulière
| Résultats (dom.\ext.)                                              | ALB    | BAY     | REM    | FCB   | BVG     | VAL    | ASV    | MON   | PAN   | OLY   | MTA     | AOM   | BOL    | ŽKA   | ÉTO    | PAR    | FBI   | AEI     |
| ALBA Berlin                                                        |        | 65-82   | 79-86  | 74-70 | 86-91   | 66-81  | 68-73  | 82-90 | 85-99 | 67-94 | 71-106  | 85-82 | 68-83  | 64-62 | 89-80  | 83-94  | 82-91 | 89-97   |
| Bayern Munich                                                      | 80-68  |         | 71-92  | 79-87 | 112-109 | 85-84  | 64-76  | 80-91 | 75-82 | 72-76 | 74-89   | 91-84 | 90-76  | 64-58 | 74-66  | 94-85  | 67-76 | 86-71   |
| Real Madrid                                                        | 99-75  | 88-73   |        | 65-64 | 91-95   | 96-86  | 86-79  | 91-73 | 86-97 | 90-85 | 106-101 | 88-71 | 100-74 | 93-79 | 101-94 | 91-75  | 79-89 | 130-126 |
| FC Barcelone                                                       | 93-77  | 98-59   | 83-78  |       | 89-85   | 74-70  | 101-92 | 67-77 | 80-72 | 86-78 | 92-89   | 86-90 | 84-57  | 91-73 | 86-81  | 94-76  | 89-81 | 91-74   |
| Baskonia Vitoria-Gasteiz                                           | 88-71  | 68-76   | 77-79  | 94-71 |         | 62-77  | 94-88  | 75-77 | 75-73 | 80-69 | 92-82   | 88-73 | 81-91  | 82-99 | 87-85  | 84-83  | 80-79 | 76-97   |
| Valence BC                                                         | 79-71  | 70-68   | 73-76  | 78-88 | 84-96   |        | 69-98  | 70-65 | 81-82 | 65-78 | 75-66   | 84-72 | 79-71  | 79-84 | 85-81  | 67-72  | 77-74 | 93-88   |
| LDLC ASVEL Villeurbanne                                            | 63-88  | 100-101 | 76-77  | 76-72 | 81-88   | 55-78  |        | 77-87 | 81-89 | 73-85 | 91-94   | 81-77 | 84-87  | 93-79 | 100-91 | 62-88  | 73-83 | 84-80   |
| AS Monaco                                                          | 86-75  | 89-85   | 98-74  | 91-71 | 93-83   | 79-78  | 80-70  |       | 90-91 | 85-77 | 107-79  | 80-98 | 59-83  | 69-66 | 98-80  | 85-70  | 76-69 | 82-89   |
| Panathinaïkos Athènes                                              | 84-75  | 78-71   | 78-90  | 89-81 | 95-81   | 71-68  | 85-67  | 88-63 |       | 78-88 | 81-86   | 79-62 | 90-76  | 73-71 | 82-65  | 84-71  | 74-63 | 83-76   |
| Olympiakós Le Pirée                                                | 101-87 | 77-69   | 71-77  | 68-77 | 74-75   | 56-63  | 80-64  | 75-73 | 71-65 |       | 89-72   | 79-74 | 74-69  | 89-72 | 88-83  | 98-94  | 84-81 | 75-57   |
| Maccabi Playtika Tel-Aviv                                          | 102-81 | 93-90   | 70-99  | 90-92 | 89-81   | 95-80  | 98-90  | 93-83 | 90-75 | 74-79 |         | 92-86 | 95-78  | 83-76 | 92-98  | 96-81  | 78-73 | 95-86   |
| AX Armani Exchange Milan                                           | 82-76  | 76-62   | 81-76  | 74-70 | 76-67   | 83-52  | 84-61  | 66-72 | 68-76 | 65-63 | 90-98   |       | 90-75  | 70-83 | 62-76  | 85-83  | 77-76 | 92-76   |
| Virtus Bologne                                                     | 87-76  | 85-83   | 74-89  | 80-75 | 91-95   | 87-74  | 73-63  | 78-81 | 79-81 | 69-67 | 85-79   | 86-79 |        | 79-82 | 85-79  | 88-84  | 87-79 | 93-81   |
| Žalgiris Kaunas                                                    | 77-71  | 74-73   | 62-64  | 80-85 | 94-76   | 72-87  | 88-91  | 79-83 | 80-68 | 76-95 | 70-78   | 87-73 | 96-81  |       | 79-74  | 85-93  | 98-75 | 96-70   |
| Étoile rouge de Belgrade                                           | 85-71  | 74-68   | 58-72  | 76-85 | 90-91   | 82-64  | 94-73  | 76-82 | 76-89 | 86-89 | 80-84   | 71-93 | 94-79  | 91-93 |        | 88-72  | 87-56 | 97-83   |
| Partizan Belgrade                                                  | 89-74  | 78-79   | 76-88  | 83-92 | 87-83   | 79-66  | 90-77  | 89-85 | 92-87 | 69-74 | 88-79   | 82-69 | 75-77  | 81-72 | 88-86  |        | 85-84 | 100-90  |
| Fenerbahçe Beko Istanbul                                           | 103-68 | 98-91   | 100-99 | 88-74 | 111-96  | 118-88 | 101-86 | 86-74 | 83-69 | 79-77 | 109-74  | 85-82 | 88-75  | 80-78 | 76-85  | 91-76  |       | 80-82   |
| Anadolu Efes Istanbul                                              | 85-84  | 109-86  | 80-103 | 98-74 | 80-87   | 77-73  | 89-84  | 78-80 | 71-68 | 85-72 | 105-91  | 79-73 | 99-75  | 86-82 | 100-55 | 100-94 | 84-89 |         |
| - Victoire à domicile - Victoire à l'extérieur - Match non disputé |        |         |        |       |         |        |        |       |       |       |         |       |        |       |        |        |       |         |

### Évolution du classement
| Journées →               | 1  | 2  | 3  | 4  | 5  | 6   | 7   | 8   | 9   | 10  | 11 | 12 | 13 | 14 | 15 | 16 | 17 | 18 | 19 | 20 | 21 | 22 | 23 | 24 | 25 | 26 | 27 | 28 | 29 | 30 | 31 | 32 | 33 | 34 | Lead | Qdir | Barr |
|                          |    |    |    |    |    |     |     |     |     |     |    |    |    |    |    |    |    |    |    |    |    |    |    |    |    |    |    |    |    |    |    |    |    |    |      |      |      |
| ------------------------ | -- | -- | -- | -- | -- | --- | --- | --- | --- | --- | -- | -- | -- | -- | -- | -- | -- | -- | -- | -- | -- | -- | -- | -- | -- | -- | -- | -- | -- | -- | -- | -- | -- | -- | ---- | ---- | ---- |
| ALBA Berlin              | 15 | 15 | 17 | 17 | 17 | 17  | 17  | 18  | 18  | 18  | 18 | 18 | 18 | 18 | 17 | 17 | 17 | 17 | 18 | 18 | 17 | 17 | 17 | 17 | 17 | 17 | 18 | 18 | 18 | 18 | 18 | 18 | 18 | 18 |      |      |      |
| Bayern Munich            | 4  | 9  | 7  | 10 | 12 | 14  | 16  | 15  | 16  | 15  | 12 | 11 | 13 | 13 | 12 | 12 | 12 | 12 | 14 | 14 | 14 | 14 | 15 | 14 | 15 | 15 | 12 | 14 | 12 | 14 | 14 | 15 | 15 | 15 |      | 1    | 3    |
| Real Madrid              | 9  | 2  | 1  | 2  | 1  | 1-1 | 1-1 | 1-1 | 1-1 | 1-1 | 1  | 1  | 1  | 1  | 1  | 1  | 1  | 1  | 1  | 1  | 1  | 1  | 1  | 1  | 1  | 1  | 1  | 1  | 1  | 1  | 1  | 1  | 1  | 1  | 31   | 33   |      |
| FC Barcelone             | 2  | 1  | 2  | 1  | 2  | 2   | 2   | 2   | 2   | 2   | 2  | 2  | 2  | 2  | 3  | 2  | 3  | 3  | 3  | 2  | 2  | 2  | 2  | 2  | 2  | 2  | 2  | 2  | 2  | 2  | 4  | 4  | 4  | 4  | 2    | 34   |      |
| Baskonia Vitoria-Gasteiz | 10 | 10 | 12 | 15 | 16 | 13  | 12  | 10  | 10  | 8   | 7  | 5  | 4  | 7  | 10 | 9  | 11 | 11 | 11 | 11 | 10 | 8  | 11 | 11 | 9  | 8  | 8  | 8  | 8  | 9  | 9  | 9  | 8  | 8  |      | 2    | 21   |
| Valence BC               | 6  | 4  | 3  | 6  | 5  | 5   | 6   | 6   | 9   | 10  | 13 | 12 | 8  | 6  | 9  | 8  | 10 | 9  | 10 | 9  | 11 | 10 | 9  | 9  | 8  | 9  | 10 | 10 | 11 | 11 | 12 | 14 | 13 | 13 |      | 9    | 16   |
| LDLC ASVEL               | 18 | 18 | 18 | 18 | 18 | 18  | 18  | 17  | 17  | 17  | 17 | 17 | 17 | 17 | 18 | 18 | 18 | 18 | 17 | 17 | 18 | 18 | 18 | 18 | 18 | 18 | 17 | 17 | 17 | 17 | 17 | 17 | 17 | 17 |      |      |      |
| AS Monaco                | 13 | 16 | 15 | 9  | 6  | 6   | 4   | 5   | 6   | 6   | 3  | 4  | 5  | 5  | 7  | 5  | 5  | 7  | 8  | 7  | 8  | 7  | 6  | 6  | 5  | 4  | 4  | 4  | 3  | 5  | 3  | 3  | 3  | 3  |      | 24   | 7    |
| Panathinaïkos Athènes    | 14 | 13 | 14 | 16 | 11 | 12  | 8   | 8   | 5   | 4   | 5  | 7  | 11 | 9  | 6  | 4  | 4  | 5  | 4  | 4  | 4  | 4  | 4  | 3  | 4  | 3  | 3  | 3  | 4  | 3  | 2  | 2  | 2  | 2  |      | 23   | 4    |
| Olympiakós Le Pirée      | 5  | 11 | 13 | 8  | 7  | 8   | 10  | 9   | 7   | 5   | 5  | 8  | 7  | 10 | 11 | 11 | 8  | 6  | 5  | 8  | 7  | 6  | 8  | 7  | 7  | 6  | 6  | 5  | 5  | 6  | 5  | 6  | 5  | 5  |      | 15   | 14   |
| Maccabi Tel-Aviv         | 3  | 3  | 5  | 5  | 9  | 7-1 | 7-1 | 7-1 | 4-1 | 7-1 | 9  | 6  | 9  | 8  | 5  | 10 | 7  | 4  | 7  | 6  | 6  | 9  | 7  | 8  | 10 | 10 | 9  | 9  | 9  | 7  | 7  | 7  | 7  | 7  |      | 11   | 23   |
| EA7 Armani Milan         | 11 | 14 | 11 | 14 | 15 | 16  | 14  | 16  | 15  | 12  | 15 | 15 | 15 | 15 | 14 | 14 | 13 | 13 | 12 | 12 | 12 | 13 | 12 | 13 | 13 | 12 | 13 | 12 | 13 | 12 | 10 | 12 | 12 | 12 |      |      | 1    |
| Virtus Bologne           | 11 | 6  | 4  | 3  | 3  | 3   | 5   | 3   | 3   | 3   | 4  | 3  | 3  | 3  | 2  | 3  | 2  | 2  | 2  | 3  | 3  | 3  | 3  | 5  | 3  | 5  | 5  | 7  | 7  | 8  | 8  | 8  | 9  | 10 |      | 26   | 7    |
| Žalgiris Kaunas          | 7  | 5  | 8  | 7  | 8  | 9   | 11  | 13  | 12  | 14  | 11 | 14 | 14 | 16 | 16 | 16 | 16 | 16 | 16 | 15 | 16 | 16 | 16 | 15 | 14 | 13 | 14 | 15 | 15 | 15 | 15 | 11 | 14 | 14 |      | 1    | 5    |
| Étoile rouge de Belgrade | 1  | 7  | 9  | 12 | 14 | 10  | 15  | 14  | 14  | 16  | 16 | 16 | 16 | 14 | 15 | 15 | 15 | 14 | 13 | 13 | 13 | 12 | 13 | 12 | 12 | 16 | 16 | 16 | 16 | 16 | 16 | 16 | 16 | 16 | 1    | 1    | 3    |
| Partizan Belgrade        | 16 | 8  | 10 | 13 | 10 | 11  | 9   | 12  | 11  | 13  | 10 | 9  | 6  | 4  | 4  | 6  | 9  | 8  | 9  | 10 | 9  | 11 | 10 | 10 | 11 | 11 | 11 | 11 | 10 | 10 | 11 | 13 | 11 | 11 |      | 4    | 15   |
| Fenerbahçe Istanbul      | 7  | 12 | 6  | 4  | 4  | 4   | 3   | 4   | 8   | 9   | 8  | 10 | 12 | 11 | 8  | 7  | 6  | 10 | 6  | 5  | 5  | 5  | 5  | 4  | 6  | 7  | 7  | 6  | 6  | 4  | 6  | 5  | 6  | 6  |      | 22   | 9    |
| Anadolu Efes Istanbul    | 17 | 17 | 16 | 11 | 13 | 15  | 13  | 11  | 13  | 11  | 14 | 13 | 10 | 12 | 13 | 13 | 14 | 15 | 15 | 16 | 15 | 15 | 14 | 16 | 16 | 14 | 15 | 13 | 14 | 13 | 13 | 10 | 10 | 9  |      |      | 4    |

## Playoffs

### Play in
|    |                                   |                             |                        |  |                        |                                   |                        |  |   |                                   |                             |                       |  |
|    | Match pour la 7e place            |                             |                        |  |                        |                                   |                        |  |   |                                   |                             |                       |  |
|    | 7                                 | 0 Maccabi Playtika Tel-Aviv | 113                    |  |                        |                                   |                        |  |   |                                   | Qualifiés en Playoffs       | Qualifiés en Playoffs |  |
| 8  | 0 Bitci Baskonia Vitoria-Gasteiz0 | 85                          |                        |  | Match pour la 8e place | Match pour la 8e place            | Match pour la 8e place |  |   | 7                                 | 0 Maccabi Playtika Tel-Aviv |                       |  |
|    |                                   |                             |                        |  | 8                      | 0 Bitci Baskonia Vitoria-Gasteiz0 | 89                     |  | 8 | 0 Bitci Baskonia Vitoria-Gasteiz0 |                             |                       |  |
|    | Match pour la 9e place            | Match pour la 9e place      | Match pour la 9e place |  | 10                     | 0 Virtus Bologne                  | 77                     |  |   |                                   |                             |                       |  |
|    | 9                                 | 0 Anadolu Efes Istanbul     | 64                     |  |                        |                                   |                        |  |   |                                   |                             |                       |  |
| 10 | 0 Virtus Bologne                  | 67                          |                        |  |                        |                                   |                        |  |   |                                   |                             |                       |  |

### Tableau des playoffs
|  | Quarts de finale                    | Quarts de finale              | Quarts de finale | Quarts de finale | Quarts de finale | Quarts de finale       |                        |                           | Demi-finales           | Demi-finales           |    |                 | Finale                        | Finale |
|  |                                     |                               |                  |                  |                  |                        |                        |                           |                        |                        |    |                 |                               |        |
|  | [1] Real Madrid                     | 90                            | 101              | 102              | -                | -                      |                        |                           |                        |                        |    |                 |                               |        |
|  | [8] Bitci Baskonia Vitoria-Gasteiz0 | 74                            | 90               | 98               | -                | -                      |                        |                           |                        |                        |    |                 |                               |        |
|  | [8] Bitci Baskonia Vitoria-Gasteiz0 | 74                            | 90               | 98               | -                | -                      |                        | [1] Real Madrid           | 87                     |                        |    |                 |                               |        |
|  |                                     |                               |                  |                  |                  |                        |                        | [1] Real Madrid           | 87                     |                        |    |                 |                               |        |
|  |                                     | [5] Olympiakós Le Pirée       | 76               |                  |                  |                        |                        |                           |                        |                        |    |                 |                               |        |
|  | [4] FC Barcelone                    | [5] Olympiakós Le Pirée       | 76               | 75               | 77               | 82                     | 58                     | 59                        |                        |                        |    |                 |                               |        |
|  | [4] FC Barcelone                    |                               |                  | 75               | 77               | 82                     | 58                     | 59                        |                        |                        |    |                 |                               |        |
|  | [5] Olympiakós Le Pirée             | 77                            | 69               | 80ap             | 92               | 63                     |                        |                           |                        |                        |    |                 |                               |        |
|  |                                     |                               |                  |                  |                  |                        |                        |                           |                        |                        |    | [1] Real Madrid | 80                            |        |
|  |                                     | [2] Panathinaïkos Athènes     | 95               |                  |                  |                        |                        |                           |                        |                        |    |                 |                               |        |
|  | [2] Panathinaïkos Athènes           | 87                            | 95               | 83               | 95               | 81                     |                        |                           |                        |                        |    |                 |                               |        |
|  | [7] Maccabi Playtika Tel-Aviv       | 91                            | 79               | 85               | 88               | 72                     |                        |                           |                        |                        |    |                 |                               |        |
|  | [7] Maccabi Playtika Tel-Aviv       | 91                            | 79               | 85               | 88               | 72                     |                        | [2] Panathinaïkos Athènes | 73                     |                        |    |                 |                               |        |
|  |                                     |                               |                  |                  |                  |                        |                        | [2] Panathinaïkos Athènes | 73                     |                        |    |                 |                               |        |
|  |                                     | [6] Fenerbahçe Beko Istanbul0 | 57               |                  |                  | Match pour la 3e place | Match pour la 3e place | Match pour la 3e place    | Match pour la 3e place | Match pour la 3e place |    |                 |                               |        |
|  | [3] AS Monaco                       | [6] Fenerbahçe Beko Istanbul0 | 57               | 91ap             | 93               | Match pour la 3e place | Match pour la 3e place | Match pour la 3e place    | Match pour la 3e place | Match pour la 3e place | 78 | 65              | 79ap                          |        |
|  | [3] AS Monaco                       |                               |                  | 91ap             | 93               |                        |                        |                           |                        |                        | 78 | 65              | 79ap                          |        |
|  | [6] Fenerbahçe Beko Istanbul        | 95                            | 88               | 89               | 62               | 80                     |                        |                           |                        |                        |    |                 | [5] Olympiakós Le Pirée       | 87     |
|  |                                     |                               |                  |                  |                  |                        |                        |                           |                        |                        |    |                 | [6] Fenerbahçe Beko Istanbul0 | 84     |

## Match historique: Real Madrid contre Anadolu Efes
La rencontre de la 19e journée, le 5 janvier 2024, entre le Real Madrid et l'Anadolu Efes Istanbul est historique : les Espagnols l'emportent sur le score de 130 à 126 après quatre prolongations. Cette rencontre, la 5711e en Euroligue et la 18e y atteignant la double-prolongation, bat un grand nombre de records de l'histoire de la compétition :
- Le plus de points inscrits par une équipe sur un match : 130 pour le Real Madrid et 126 pour l'Anadolu Efes (le précédent record, 123 points, était détenu par le Panathinaïkos Athènes et le Maccabi Tel-Aviv) ;
- Le plus de points inscrits par les deux équipes conjointement : 256 points (le précédent record atteignait 232 points lors de la victoire du Panathinaïkos Athènes face à la Fortitudo Bologne sur le score de 118-114) ;
- Le plus grand nombre de points inscrits en prolongations (les quatre périodes de 5 minutes supplémentaires se sont conclues sur le score de 49-45 en faveur du Real Madrid, soit 94 points inscrits conjointement) ;
- La plus longue rencontre disputée, avec 60 minutes de temps de jeu effectif (aucune rencontre n'avait connu plus de deux prolongations, soit 50 minutes de temps de jeu effectif) ;
- La première fois qu'une équipe compte trois joueurs à 25 points marqués ou plus (pour le Real Madrid : Musa compte 40 points, Hezonja 31 et Campazzo 25) ;
- La première fois qu'au sein d'une même équipe, quatre joueurs signent une évaluation supérieure à 25 (pour le Real Madrid : Musa atteint une évaluation de 46, Tavares 35, Campazzo 30 et Hezonja 26) ;
- Le temps de jeu le plus important pour un joueur : deux joueurs du côté de l'Anadolu Efes sont ainsi les premiers à dépasser la barre des 50 minutes disputées sur un seul match (53 minutes et 11 secondes pour Larkin et 52 minutes et 56 secondes pour Pleiß).

La qualité des prolongations malgré la fatigue a été soulignée par de nombreux observateurs et est illustrée par les statistiques suivantes :
- La rencontre a débuté à 20 h 45 heure locale et s'est terminée à 23 h 48 (soit une durée de 3 heures et 3 minutes) ;
- Les prolongations, d'une durée de 20 minutes, ont été l'équivalent d'une « troisième mi-temps », puisqu'il s'agit d'un temps de jeu effectif égal à chaque mi-temps avant la fin du temps réglementaire, les deux équipes ont ainsi disputé l'équivalent d'un match et demi classique ;
- Les deux équipes ont marqué plus de points durant les 20 minutes des prolongations (94) que durant les 20 minutes de la première mi-temps (74, le Real Madrid menant 38-36 à la pause) et de la deuxième (88, l'Anadolu Efes l'emportant 43-45 sur les troisième et quatrième quart-temps).

## Récompenses

### Récompenses de la saison
- Meilleur joueur[4] :  Mike James ( AS Monaco)
- Meilleur joueur du Final four[5] :  Kóstas Sloúkas ( Panathinaïkos Athènes)
- Meilleur marqueur (trophée Alphonso Ford)[6] :  Markus Howard ( Bitci Baskonia Vitoria-Gasteiz)
- Meilleur défenseur[7] :  Thomas Walkup ( Olympiakós Le Pirée)
- Meilleur jeune joueur (joueur de moins de 22 ans)[8] :  Gabriele Procida ( ALBA Berlin)
- Meilleur entraîneur[9] :  Chus Mateo ( Real Madrid)
- Premier et deuxième cinq majeurs :

| Meilleur cinq majeur d'Euroligue | Meilleur cinq majeur d'Euroligue | Meilleur cinq majeur d'Euroligue | Deuxième cinq majeur d'Euroligue | Deuxième cinq majeur d'Euroligue | Deuxième cinq majeur d'Euroligue |
| Position                         | Joueur                           | Équipe                           | Position                         | Joueur                           | Équipe                           |
| -------------------------------- | -------------------------------- | -------------------------------- | -------------------------------- | -------------------------------- | -------------------------------- |
| Meneur                           | Facundo Campazzo                 | Real Madrid                      | Meneur                           | Kóstas Sloúkas                   | Panathinaïkos Athènes            |
| Arrière                          | Mike James                       | AS Monaco                        | Arrière                          | Wade Baldwin                     | Maccabi Playtika Tel-Aviv        |
| Ailier                           | Kendrick Nunn                    | Panathinaïkos Athènes            | Ailier                           | Lorenzo Brown                    | Maccabi Playtika Tel-Aviv        |
| Ailier fort                      | Nigel Hayes-Davis                | Fenerbahçe Beko Istanbul         | Ailier fort                      | Mario Hezonja                    | Real Madrid                      |
| Pivot                            | Mathias Lessort                  | Panathinaïkos Athènes            | Pivot                            | Walter Tavares                   | Real Madrid                      |

### Trophées mensuels
| Mois      | Joueur                  | Équipe                          |
| --------- | ----------------------- | ------------------------------- |
| Octobre   | Tornike Shengelia (1/1) | Virtus Bologne (1/1)            |
| Novembre  | Facundo Campazzo (1/1)  | Real Madrid (1/3)               |
| Décembre  | Mario Hezonja (1/1)     | Real Madrid (2/3)               |
| Janvier   | Džanan Musa (1/1)       | Real Madrid (3/3)               |
| Février   | Mike James (1/1)        | AS Monaco (1/1)                 |
| Mars      | Wade Baldwin (1/1)      | Maccabi Playtika Tel-Aviv (1/1) |
| Avril/Mai | Kendrick Nunn (1/1)     | Panathinaïkos Athènes (1/1)     |

### Trophées hebdomadaires

#### Saison régulière
| Journée | Joueur                     | Équipe                               | Évaluation |
| ------- | -------------------------- | ------------------------------------ | ---------- |
| 1       | Alec Peters (1/1)          | Olympiakós Le Pirée (1/3)            | 31         |
| 2       | Guerschon Yabusele (1/1)   | Real Madrid (1/5)                    | 39         |
| 3       | Tornike Shengelia (1/2)    | Virtus Bologne (1/2)                 | 32         |
| 4       | Nikola Milutinov (1/2)     | Olympiakós Le Pirée (2/3)            | 30         |
| 5       | Mathias Lessort (1/3)      | Panathinaïkos Athènes (1/7)          | 31         |
| 6       | Tornike Shengelia (2/2)    | Virtus Bologne (2/2)                 | 30         |
| 7       | Facundo Campazzo (1/2)     | Real Madrid (2/5)                    | 39         |
| 8       | Codi Miller-McIntyre (1/2) | Bitci Baskonia Vitoria-Gasteiz (1/5) | 28         |
| 9       | Chima Moneke (1/2)         | Bitci Baskonia Vitoria-Gasteiz (2/5) | 35         |
| 10      | Shane Larkin (1/3)         | Anadolu Efes Istanbul (1/6)          | 38         |
| 10      | Maodo Lô (1/1)             | AX Armani Exchange Milan (1/3)       | 38         |
| 11      | Serge Ibaka (1/1)          | Bayern Munich (1/1)                  | 34         |
| 12      | Tyrique Jones (1/1)        | Anadolu Efes Istanbul (2/6)          | 36         |
| 13      | Shane Larkin (2/3)         | Anadolu Efes Istanbul (3/6)          | 41         |
| 14      | Kóstas Sloúkas (1/3)       | Panathinaïkos Athènes (2/7)          | 29         |
| 15      | Josh Nebo (en) (1/3)       | Maccabi Playtika Tel-Aviv (1/8)      | 25         |
| 15      | Kevin Punter (1/1)         | Partizan Belgrade (1/2)              | 25         |
| 15      | Shavon Shields (1/1)       | AX Armani Exchange Milan (2/3)       | 25         |
| 16      | Miloš Teodosić (1/1)       | Étoile rouge de Belgrade (1/1)       | 40         |
| 17      | Johannes Voigtmann (1/1)   | AX Armani Exchange Milan (3/3)       | 29         |
| 18      | Bonzie Colson (1/1)        | Maccabi Playtika Tel-Aviv (2/8)      | 34         |
| 18      | Chima Moneke (2/2)         | Bitci Baskonia Vitoria-Gasteiz (3/5) | 34         |
| 19      | Džanan Musa (1/1)          | Real Madrid (3/5)                    | 45         |
| 20      | Wade Baldwin (1/3)         | Maccabi Playtika Tel-Aviv (3/8)      | 29         |
| 21      | Mathias Lessort (2/3)      | Panathinaïkos Athènes (3/7)          | 42         |
| 22      | Nikola Milutinov (2/2)     | Olympiakós Le Pirée (3/3)            | 40         |
| 23      | Wade Baldwin (2/3)         | Maccabi Playtika Tel-Aviv (4/8)      | 33         |
| 24      | Mike James (1/1)           | AS Monaco (1/1)                      | 31         |
| 25      | Keenan Evans (1/1)         | Žalgiris Kaunas (1/1)                | 35         |
| 26      | Codi Miller-McIntyre (2/2) | Bitci Baskonia Vitoria-Gasteiz (4/5) | 42         |
| 27      | Mathias Lessort (3/3)      | Panathinaïkos Athènes (4/7)          | 33         |
| 28      | Shane Larkin (3/3)         | Anadolu Efes Istanbul (4/6)          | 33         |
| 29      | Josh Nebo (en) (2/3)       | Maccabi Playtika Tel-Aviv (5/8)      | 33         |
| 30      | Wade Baldwin (3/3)         | Maccabi Playtika Tel-Aviv (6/8)      | 46         |
| 31      | Mario Hezonja (1/1)        | Real Madrid (4/5)                    | 31         |
| 31      | Elijah Bryant (1/1)        | Anadolu Efes Istanbul (5/6)          | 31         |
| 32      | Nigel Hayes-Davis (1/2)    | Fenerbahçe Beko Istanbul (1/2)       | 46         |
| 33      | Will Clyburn (1/1)         | Anadolu Efes Istanbul (6/6)          | 28         |
| 34      | Kóstas Sloúkas (2/3)       | Panathinaïkos Athènes (5/7)          | 27         |
| 34      | Markus Howard (1/1)        | Bitci Baskonia Vitoria-Gasteiz (5/5) | 27         |
| 34      | James Nunnally (1/1)       | Partizan Belgrade (2/2)              | 27         |

#### Play-offs
| Tour                  | Joueur                  | Équipe                          | Évaluation |
| --------------------- | ----------------------- | ------------------------------- | ---------- |
| Play-ins              | Lorenzo Brown (1/1)     | Maccabi Playtika Tel-Aviv (7/8) | 35         |
| 1/4 de finale Match 1 | Nigel Hayes-Davis (2/2) | Fenerbahçe Beko Istanbul (2/2)  | 23         |
| 1/4 de finale Match 2 | Facundo Campazzo (2/2)  | Real Madrid (5/5)               | 33         |
| 1/4 de finale Match 3 | Josh Nebo (en) (3/3)    | Maccabi Playtika Tel-Aviv (8/8) | 31         |
| 1/4 de finale Match 4 | Kóstas Sloúkas (3/3)    | Panathinaïkos Athènes (6/7)     | 32         |
| 1/4 de finale Match 5 | Kendrick Nunn (1/1)     | Panathinaïkos Athènes (7/7)     | 27         |

## Leaders statistiques de la saison régulière
| Catégorie                  | Joueur               | Équipe                  | Statistique |
| -------------------------- | -------------------- | ----------------------- | ----------- |
| Points par match           | Markus Howard        | Saski Baskonia          | 19,5        |
| Passes décisives par match | Codi Miller-McIntyre | Saski Baskonia          | 7,3         |
| Rebonds par match          | Josh Nebo (en)       | Maccabi Tel-Aviv        | 7,1         |
| Contres par match          | Vincent Poirier      | Real Madrid             | 1,5         |
| Interceptions par match    | Paris Lee            | ASVEL Lyon-Villeurbanne | 1,7         |